# Liste der Kulturgüter in Ferpicloz
Die Liste der Kulturgüter in Ferpicloz enthält alle Objekte in der Gemeinde Ferpicloz im Kanton Freiburg, die gemäss der Haager Konvention zum Schutz von Kulturgut bei bewaffneten Konflikten, dem Bundesgesetz vom 20. Juni 2014 über den Schutz der Kulturgüter bei bewaffneten Konflikten sowie der Verordnung vom 29. Oktober 2014 über den Schutz der Kulturgüter bei bewaffneten Konflikten unter Schutz stehen.
Objekte der Kategorie A sind vollständig in der Liste enthalten, Objekte der Kategorie sind auf Gemeindegebiet nicht ausgewiesen, Objekte der Kategorie C fehlen zurzeit (Stand: 1. Januar 2023).

## Kulturgüter
| Foto |                                                                                        | Objekt                                                                                                   | Kat. | Typ | Standort                               | Beschreibung |
| ---- | -------------------------------------------------------------------------------------- | --- | ---- | --- | -------------------------------------- | ------------ |
| BW   | Datei hochladen · Wikidata zu Le Mouret, gallo-römische Villa mit Thermen (Q123820963) | Le Mouret, gallo-römische Villa mit Thermen / Le Mouret, villa gallo-romaine avec thermes KGS-Nr.: 16341 | A    | F   | Impasse de la Tuilerie 579270 / 176990 |              |